# Comuna Samciînți, Starokosteantîniv
Samciînți (în ucraineană Самчинці) este o comună în raionul Starokosteantîniv, regiunea Hmelnîțkîi, Ucraina, formată din satele Samciînți (reședința) și Semîrenkî.

## Demografie
Componența lingvistică a comunei Samciînți
     Ucraineană (98,83%)
     Rusă (1,02%)
Conform recensământului din 2001, majoritatea populației comunei Samciînți era vorbitoare de ucraineană (98,83%), existând în minoritate și vorbitori de rusă (1,02%).